# Thymus richardii
Il timo Faustini (Thymus richardii Pers., 1806) è un'erba aromatica della famiglia delle Lamiacee con areale mediterraneo.

## Descrizione
L'arbusto si espande sia in altezza che in larghezza così da creare cespugli anche di 50 cm di altezza.

## Distribuzione e habitat
La specie ha un areale mediterraneo molto frammentato, che comprende le isole Baleari e la Spagna continentale (regione di Valencia), l'isola di Marettimo in Sicilia e le aree costiere della Serbia.
Predilige un terreno calcareo ed una copiosa esposizione al sole.

## Tassonomia
Sono note le seguenti sottospecie:
- Thymus richardii subsp. richardii  - sottospecie nominale presente a Maiorca (isole Baleari), a Valencia (Spagna continentale) e in Serbia;
- Thymus richardii subsp. ebusitanus (Font Quer) Jalas - diffusa a Ibiza (isole Baleari);
- Thymus richardii subsp. nitidus (Guss.) Jalas - endemica dell'isola di Marettimo (Sicilia).